# Girino

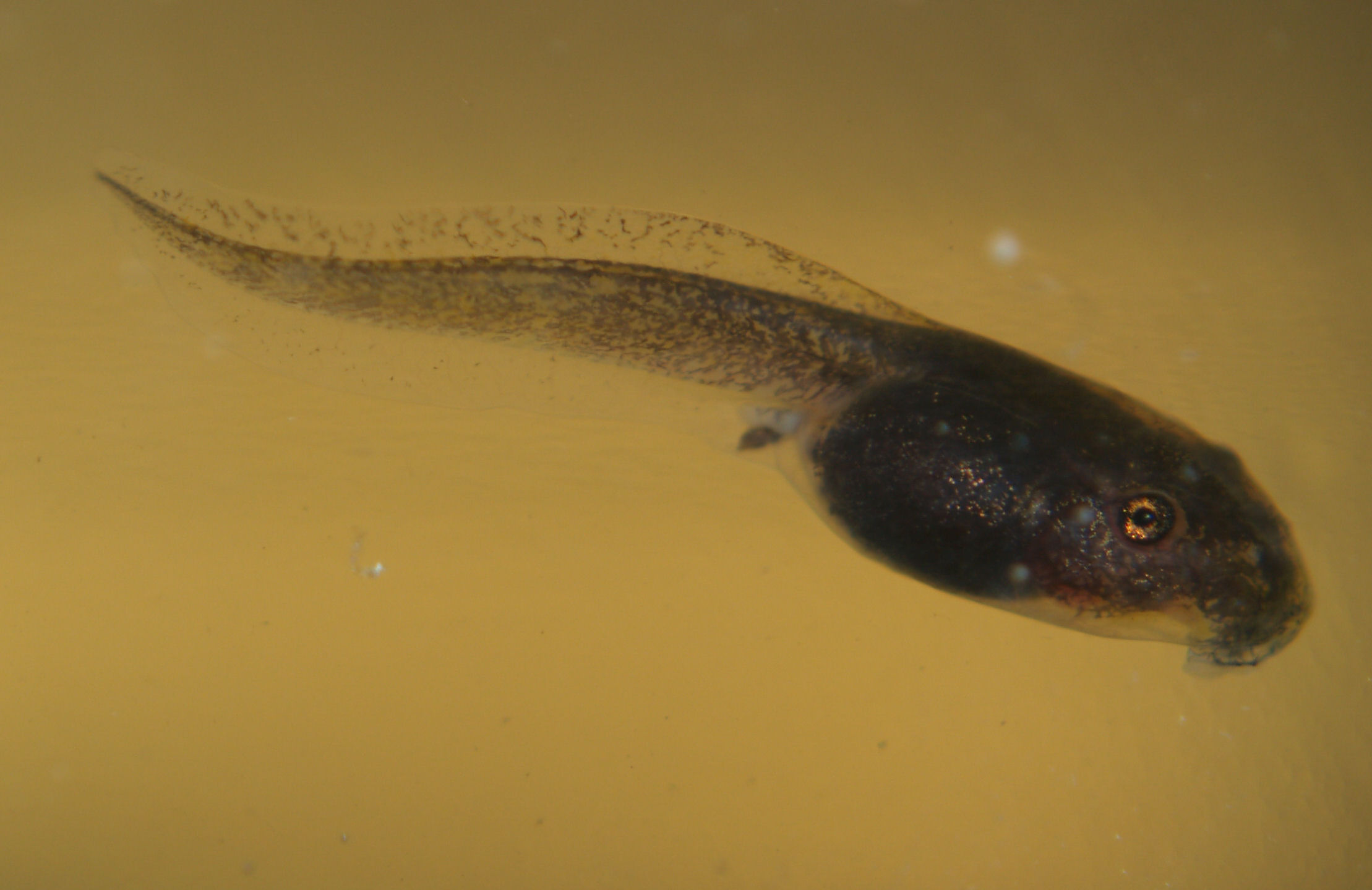
Un girino

Il girino è lo stadio larvale degli anfibi anuri come rane e rospi. Per gli anfibi caudati come le salamandre si parla invece di larva. 

## Aspetto e fisiologia
Il girino assomiglia più a un piccolo pesce senza pinne tranne quella caudale che non ad un anfibio. Il suo corpo è caratterizzato da due zone ben distinte: una tondeggiante, comprendente la testa e gli organi vitali; l'altra è la lunga coda, potente e flessibile. Il girino respira attraverso delle branchie e si nutre generalmente di vegetali (organismo fitofago); tuttavia, alcune specie di girini si nutrono, analogamente alle larve degli anfibi caudati, di organismi animali come insetti e altre larve.

## Habitat

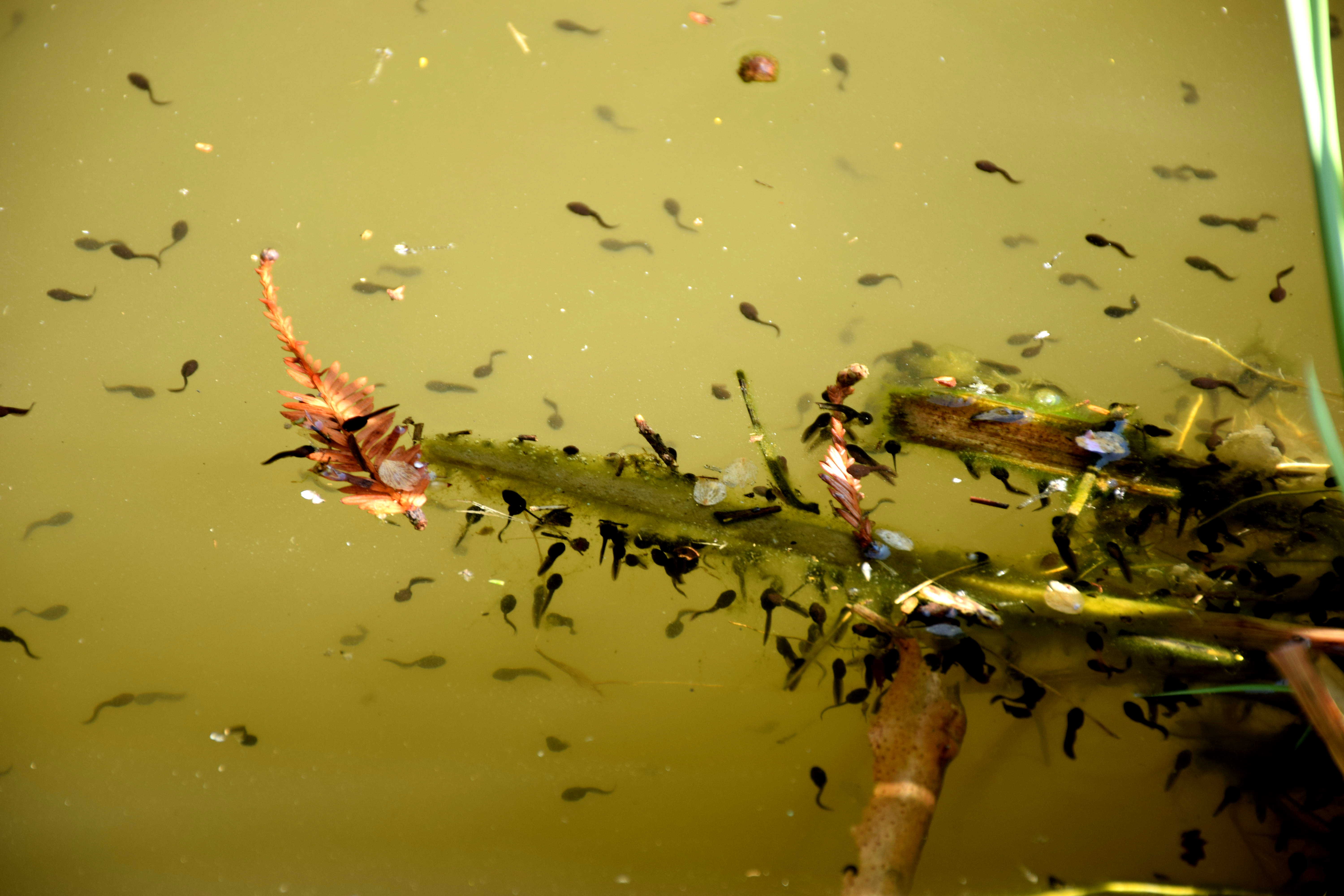
Girini nella Riserva naturale del Parco Burcina Felice Piacenza

I girini sono organismi acquatici. Generalmente, essi prediligono le acque stagnanti, ferme e ricche di vegetazione (marcita e non), ma molte specie possono essere trovate anche in torrenti montani con forte corrente.

## Stadi della metamorfosi
Il girino è solamente uno stadio della vita dell'anfibio e quindi dovrà subire un processo di metamorfosi che lo porterà alla forma finale.
- Le rane depongono una massa gelatinosa di uova nell'acqua. Esse si schiuderanno nel giro circa di due settimane, lasciando uscire i neo-girini, che si riuniranno in numerosi banchi nelle vicinanze. Questa è una strategia di sopravvivenza: i movimenti coordinati di un grande ammasso di girini possono spaventare un potenziale predatore.
- Il girino cresce e, con il passare del tempo, comincia a sviluppare una forma di arti posteriori.
- Spuntano infine le zampe anteriori, mentre la fisiologia dell'animale muta radicalmente: il suo corpo si suddivide in testa e tronco; il suo apparato digerente muta da vegetariano a carnivoro; la coda è riassorbita dal corpo (solo nel caso degli anuri e fungerà da nutrimento per i primi giorni di vita del neo-metamorfosato, che generalmente digiuna); scompaiono le branchie e crescono rudimentali polmoni (tranne nella Barbourula kalimantanensis). Questo è il momento più critico nella vita dell'anfibio, che deve anche cambiare habitat naturale (dall'acqua passerà al terreno).

## Strategie di sopravvivenza
I ricercatori hanno studiato a lungo i girini dello scafiopo, che si formano in stagni temporanei localizzati nel deserto e quindi devono elaborare strategie di sopravvivenza particolari per crescere rapidamente e abbandonare il più presto possibile il loro primo precario ambiente di vita. La particolarità di questi girini è che pur essendo nati onnivori, talvolta diventano carnivori e cannibali, cambiando conseguentemente anche struttura muscolare, forma e dimensione. Le loro stesse abitudini sociali mutano a seconda delle loro tendenze alimentari e in qualunque caso tendono a risparmiare i loro fratelli.

## Galleria d'immagini

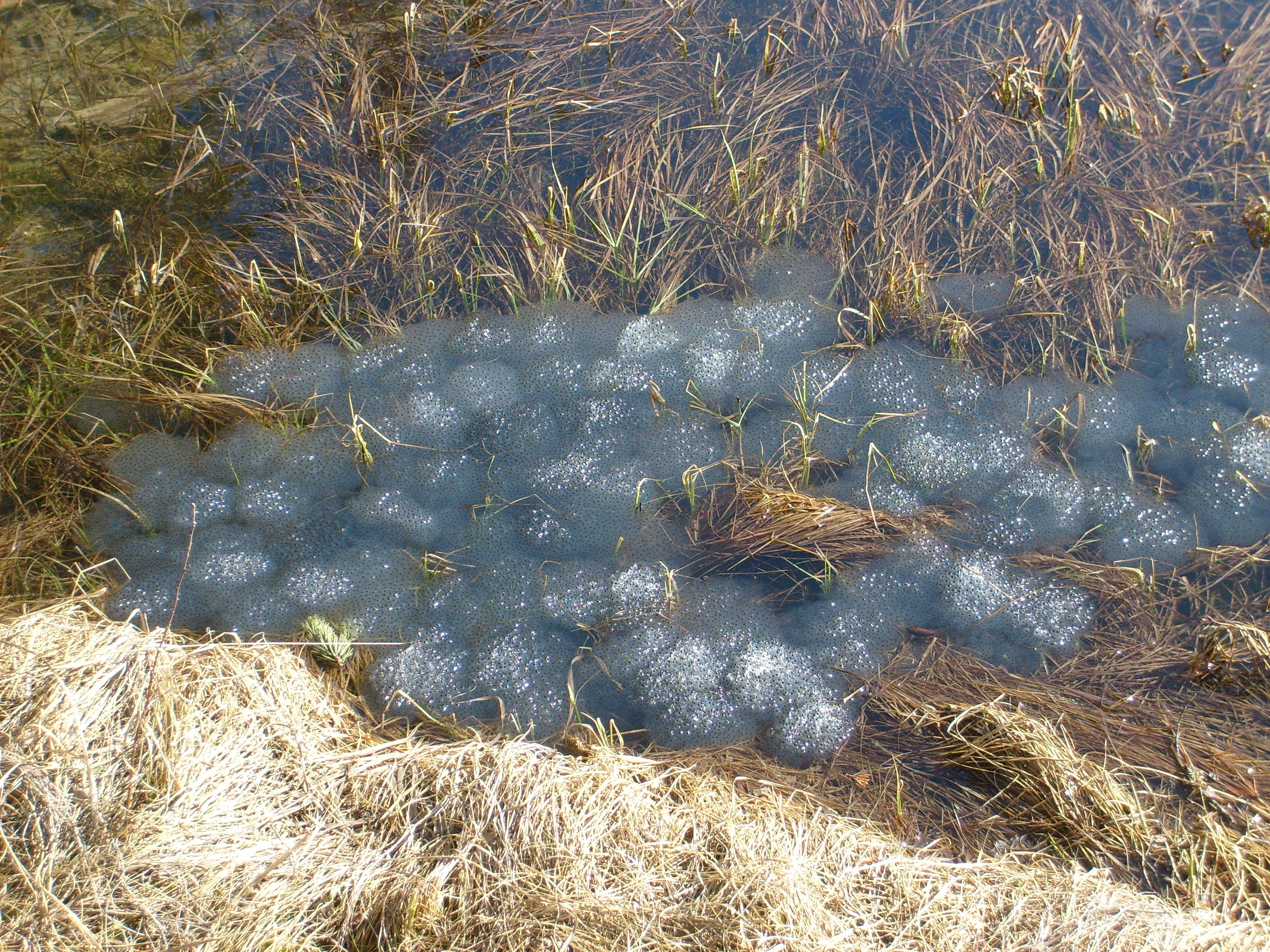
Uova di rana in un lago montano
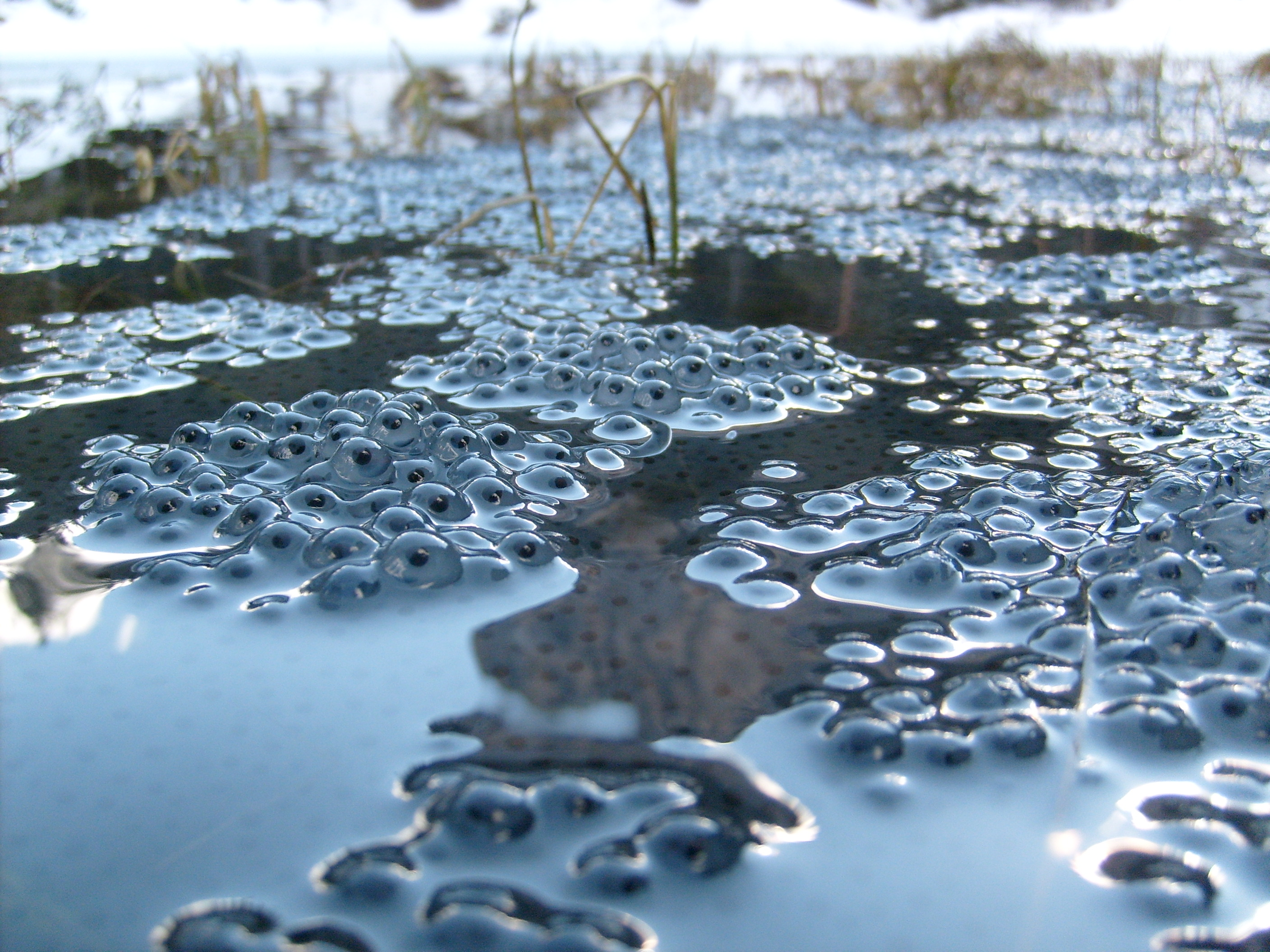
Uova di rana in un lago montano
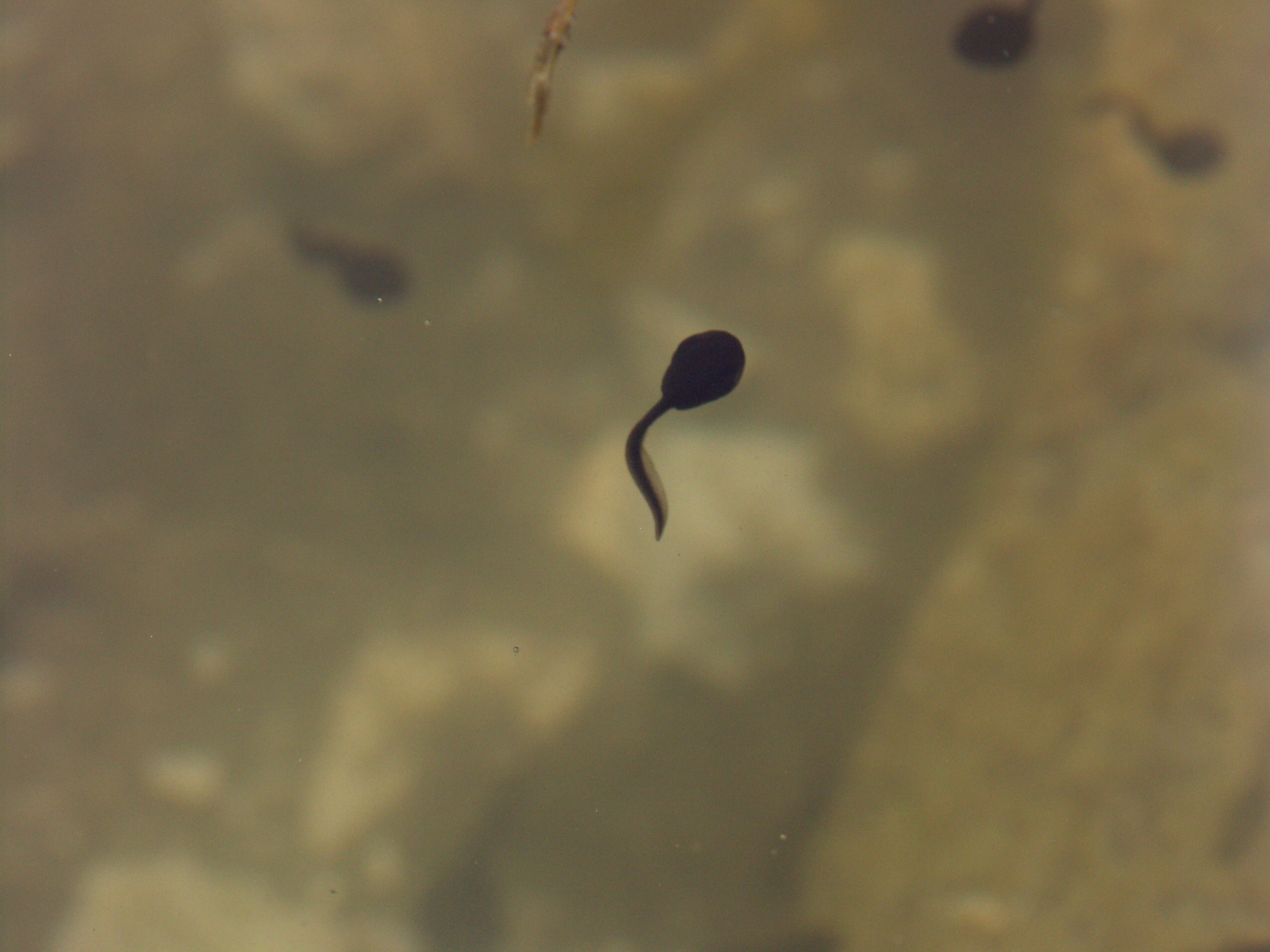
Girini